# Michałów (Myszków)
Michałów – najmniejsza dzielnica Myszkowa, przyległa do Mijaczowa. Na jej terenie znajduje się park leśny z placem zabaw. Na obrzeżu dzielnicy swoją siedzibę ma Zakład Wodociągów i Kanalizacji w Myszkowie z biologiczno-chemiczno-mechaniczną Miejską Oczyszczalnią Ścieków zmodernizowaną w 2006 roku. Przy ulicy Wiśniowej stoi dworek braci Baueretz, którzy w XIX w. byli właścicielami terenów od Myszkowa aż po Siewierz.
W latach 1975–1998 miejscowość należała administracyjnie do województwa częstochowskiego.

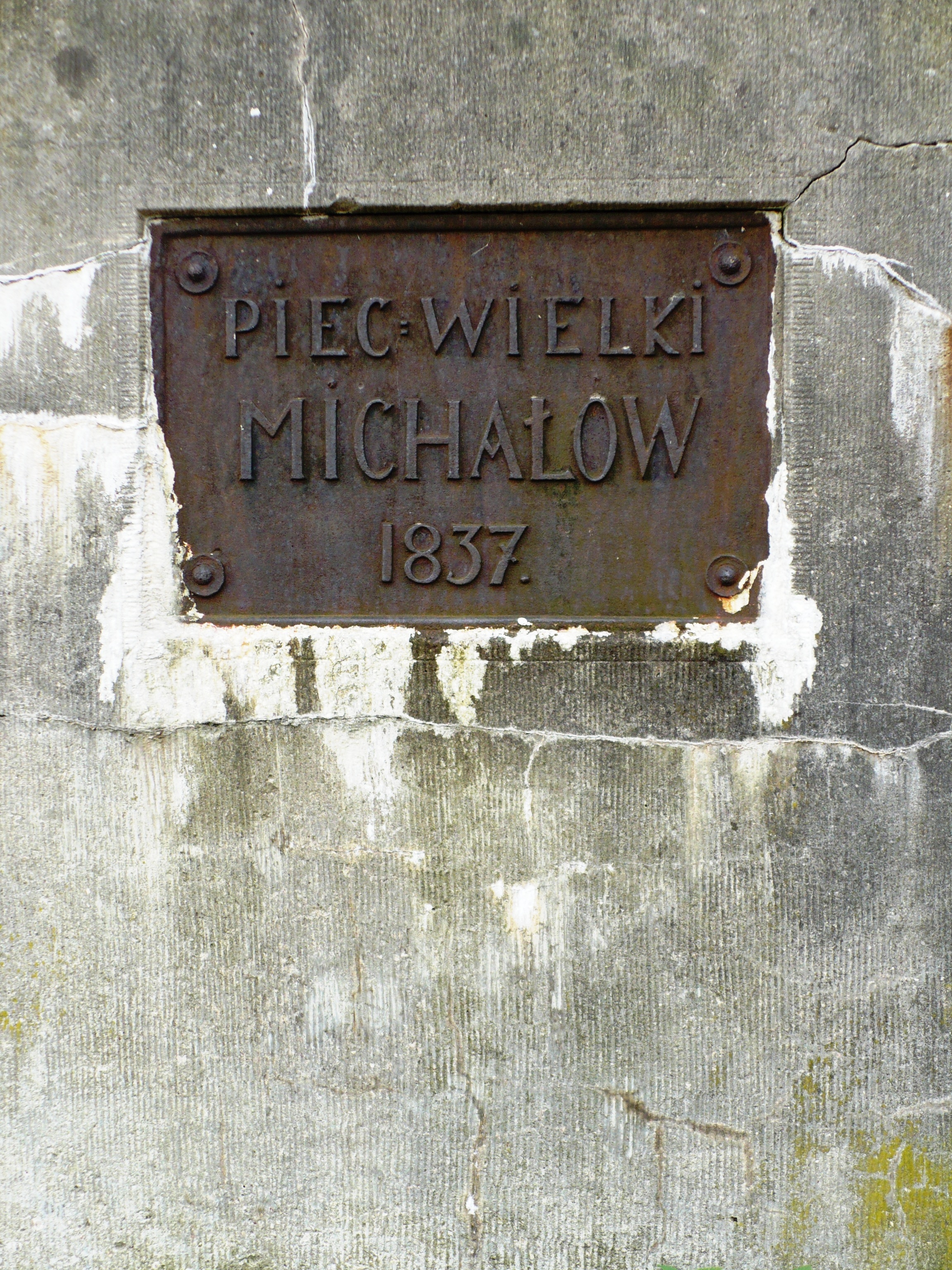
Piec Wielki Michałów

## Historia administracyjna
Michałów to dawna osiedle związane z Mijaczowem. Od 1867 w gminie Pińczyce, a od 1 stycznia 1924 w nowo utworzonej gminie Myszków. W latach 1867–1926 należał do powiatu będzińskiego, a od 1927 do zawierciańskiego. W II RP przynależała do woj. kieleckiego. 4 listopada 1933 gminę Myszków podzielono na dziewięć gromad. Osiedle Michałów, wieś Mijaczów, pustkowie Mijaczów oraz pustkowie pod wsią Ciszówka-Mijaczów ustanowiły gromadę o nazwie Mijaczów w gminie Myszków.
Podczas II wojny światowej włączone do III Rzeszy. Po wojnie gmina Myszków przez bardzo krótki czas zachowała przynależność administracyjną, lecz już 18 sierpnia 1945 roku została wraz z całym powiatem zawierciańskim przyłączone do woj. śląskiego. Według stanu z 1 kwietnia 1949 gmina Myszków podzielona była nadal na pięć gromad: Ciszówka, Mijaczów (z Michałowem), Myszków Nowy, Myszków Stary i Pohulanka.
W związku z nadaniem gminie Myszków status miasta 1 stycznia 1950, Michałów stał się obszarem miejskim.

## Historia
- 1837 - w Michałowie zostaje założona Fabryka Maszyn, Odlewnia Stali i Żelaza ,,Michałów" Braci Baueretz;
- 1870 - bracia Baueretz przenieśli z Michałowa do Myszkowa fabrykę metalurgiczną „Michałów”, przekształcając ją w Towarzystwo Akcyjne Mijaczowskich Odlewni Stali i Zakładów Metalurgicznych – bracia Baueretz;
- 1939 - Michałów razem z okolicznymi osiedlami zostaje wcielony do III Rzeszy
- 1944 - na terenie dzielnicy Michałów żołnierze niemieccy dokonują morderstwa na przypadkowych przechodniach, mieszkańcach Myszkowa, w odwecie za napaść polskich partyzantów na obóz niemiecki w Lesie Koziegłowskim;
- 1950 - Myszków otrzymuje prawa miejskie, co formalnie jednoczy Michałów z resztą miasta